# Thamnophilus praecox
A Thamnophilus praecox a madarak osztályának verébalakúak (Passeriformes) rendjébe és a hangyászmadárfélék (Thamnophilidae) családjába tartozó faj.

## Rendszerezése
A fajt John Todd Zimmer amerikai ornitológus írta le 1937-ben.

## Előfordulása
Dél-Amerika északnyugati részén, Ecuador területén honos, a Napo-folyó és mellékfolyói mentén. Természetes élőhelyei a szubtrópusi vagy trópusi mocsári erdők, folyók és patakok környékén. Állandó, nem vonuló faj.

## Megjelenése
Testhossza 16 centiméter. A hím tollazata teljesen fekete. A tojónak csak a feje, torka és felső melle fekete, a tollazata többi része barna.
|  |

## Életmódja
Rovarokkal és más ízeltlábúakkal táplálkozik.

## Természetvédelmi helyzete
Az elterjedési területe kicsi, egyedszáma pedig csökken. A Természetvédelmi Világszövetség Vörös listáján mérsékelten fenyegetett fajként szerepel.